# Karl zu Solms-Rödelheim
Karl (Carl) Friedrich Ludwig Christian Ferdinand Graf zu Solms-Rödelheim und Assenheim (* 15. Mai 1790 in Assenheim; † 18. März 1844 ebenda) war ein hessischer Standesherr und Gutsbesitzer aus dem Haus Solms-Rödelheim.

## Familie
Karl Graf zu Solms-Rödelheim entstammte dem hessischen Adelsgeschlecht Solms. Er war ein Sohn von Volrath Friedrich Carl Ludwig Graf zu Solms-Rödelheim und Assenheim (1762–1818) und dessen Ehefrau Philippine Charlotte Sophie, geborene Gräfin zu Solms-Laubach (1771–1807). Karl war der ältere Bruder von Friedrich und Franz. Er heiratete am 1. Januar 1824 in Schönberg Louise Amalie, geborene Gräfin zu Solms-Laubach (1795–1875), die Tochter des Gustav Ernst Graf zu Erbach-Schönberg (1739–1812) und der Henriette Christiane, geborene Gräfin zu Stolberg-Stolberg (1753–1816). Sie hatten folgende Kinder:
1. Bertha (1824–1896) ⚭ Carl Martin von Stolberg-Roßla (1822–1870),
2. Maximilian (1826–1892) ⚭ Thekla zu Solms-Laubach (1835–1892), Tochter von Otto zu Solms-Laubach (1799–1872),
3. Friedrich (1827–1883) ⚭ Mathilde von Salm-Horstmar (1827–1908), Tochter von Wilhelm Friedrich von Salm-Horstmar (1799–1865),
4. Otto (1829–1904) ⚭ Emma von Thun (1834–1900), Tochter des Wilhelm Ulrich von Thun,
5. Emma (1831–1904) ⚭ Carl von Castell-Castell (1826–1886),
6. Agnes (1833–1910),
7. Cuno (1836–1862).

## Leben
Er erhielt zunächst Privatunterricht und besuchte 1806 bis 1808 das Collegium Carolinum in Braunschweig. 1810/12 studierte er an den Universitäten Gießen und Göttingen. 1813 trat er in österreichischen, 1815 in preußischen Militärdienst. Danach machte er eine Ausbildung in der Verwaltung bei Friedrich Graf zu Solms-Laubach. Im Februar 1818 übernahm er die Standesherrschaft. 1843 wurde er hessen-darmstädtischer Generalleutnant à la suite.
Als Standesherr war er gemäß der Verfassung des Großherzogtums Hessen ab 1820 Mitglied der ersten Kammer der Landstände des Großherzogtums Hessen. Dem Landtag gehörte er 1820 bis 1842 an und legte am 14. November 1820 seinen Abgeordneteneid ab. 1832 bis 1833 war er Zweiter Präsident der Kammer.